# Église Saint-Martin de Cracovie
Pour les articles homonymes, voir Église Saint-Martin.
L'église Saint-Martin (polonais : Kościół św. Marcina) est une église évangélique d'Augsbourg située au 56, rue Grodzka, dans la partie sud de la vieille ville de Cracovie, en Pologne.

## Historique
La première église sur ce site a été construite au XIIe siècle en style roman. Elle a été endommagée lors de la conquête mongole du XIIIe siècle. L'église actuelle a été construite de 1637 à 1640 pour les Carmes Déchaussées par Giovanni Trevano. Les religieuses ont quitté le monastère et l'église en 1787 lorsqu'elles ont déménagé au monastère de Theresienkirche. En 1816, l'église fut remise aux luthériens. En 1921, Cracovie comptait 726 protestants évangéliques (y compris des réformés), mais l'année suivante, une distinction fut faite entre les Polonais de souche (environ 1 300 âmes en 1937, principalement de Cieszyn Silésie) et les Allemands (en 1937 environ 300 membres). Pendant la Seconde Guerre mondiale, les protestants ont dû utiliser une autre église et, à partir de 1945, ils ont de nouveau utilisé l'église Saint-Martin.

## Localisation géographique
L'église est située dans la partie sud de la vieille ville de Cracovie dans le quartier d'Okół, l'un des quartiers les plus anciens de Cracovie.

## Galerie

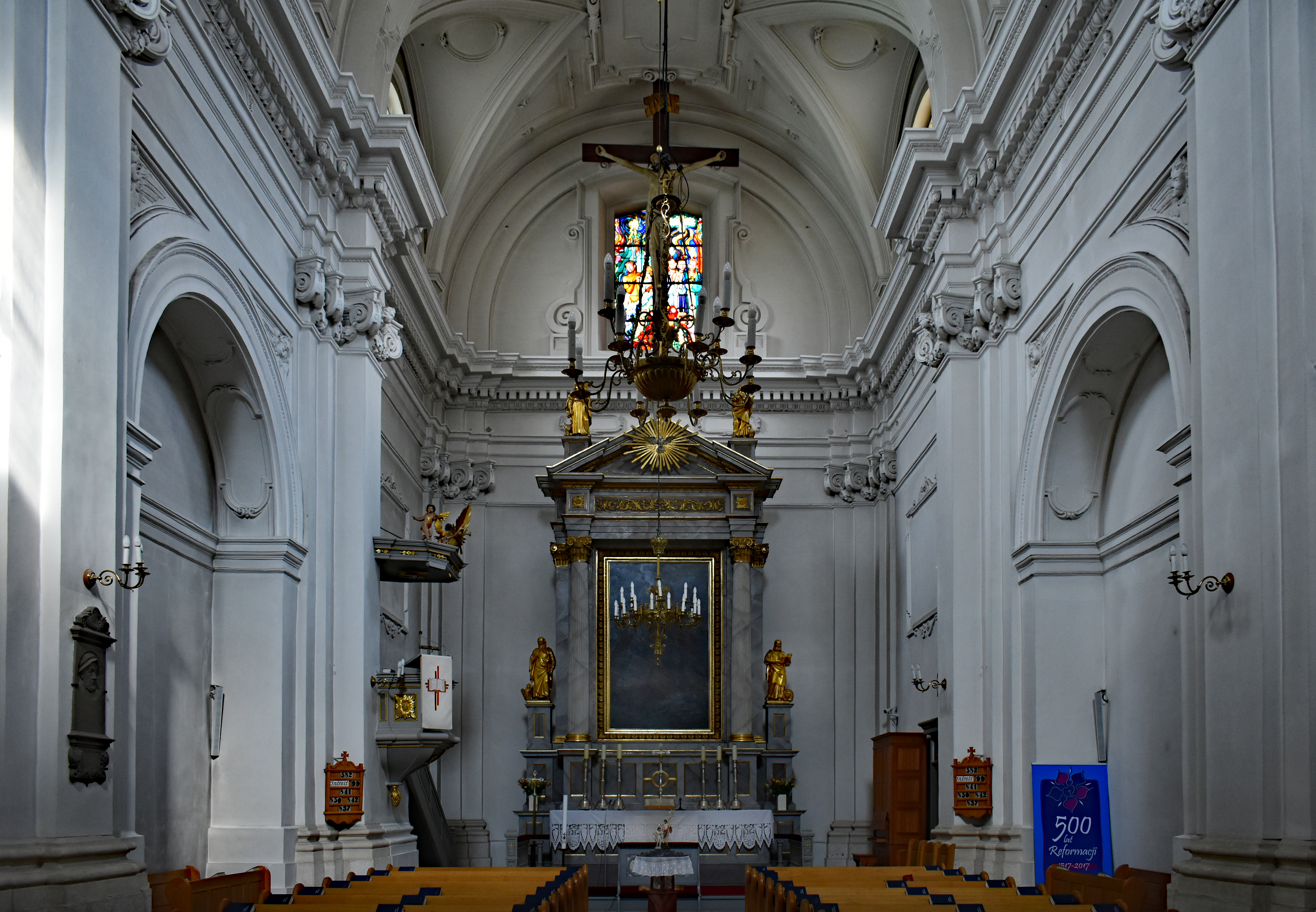
Intérieur
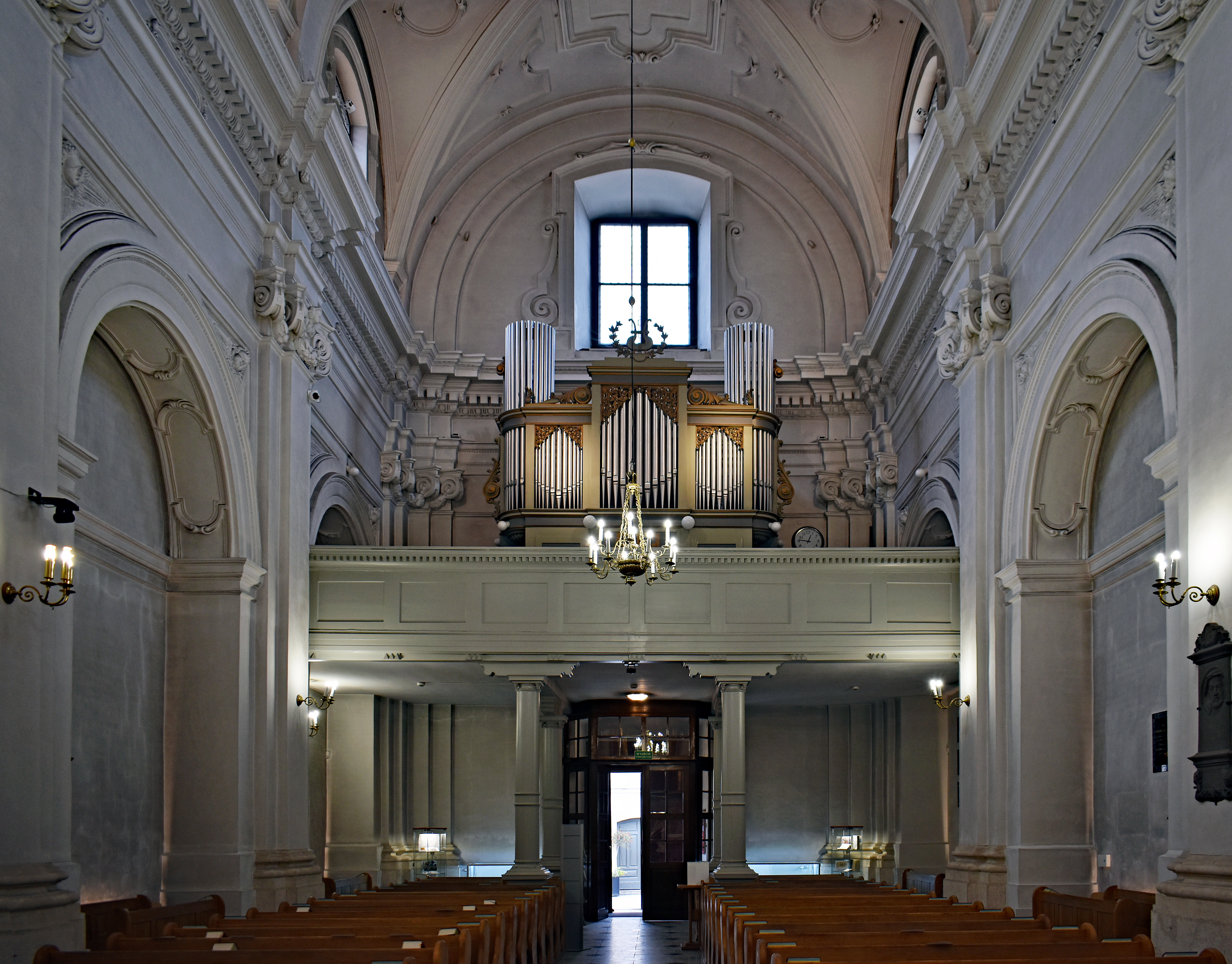
Intérieur, chœur musical et orgue
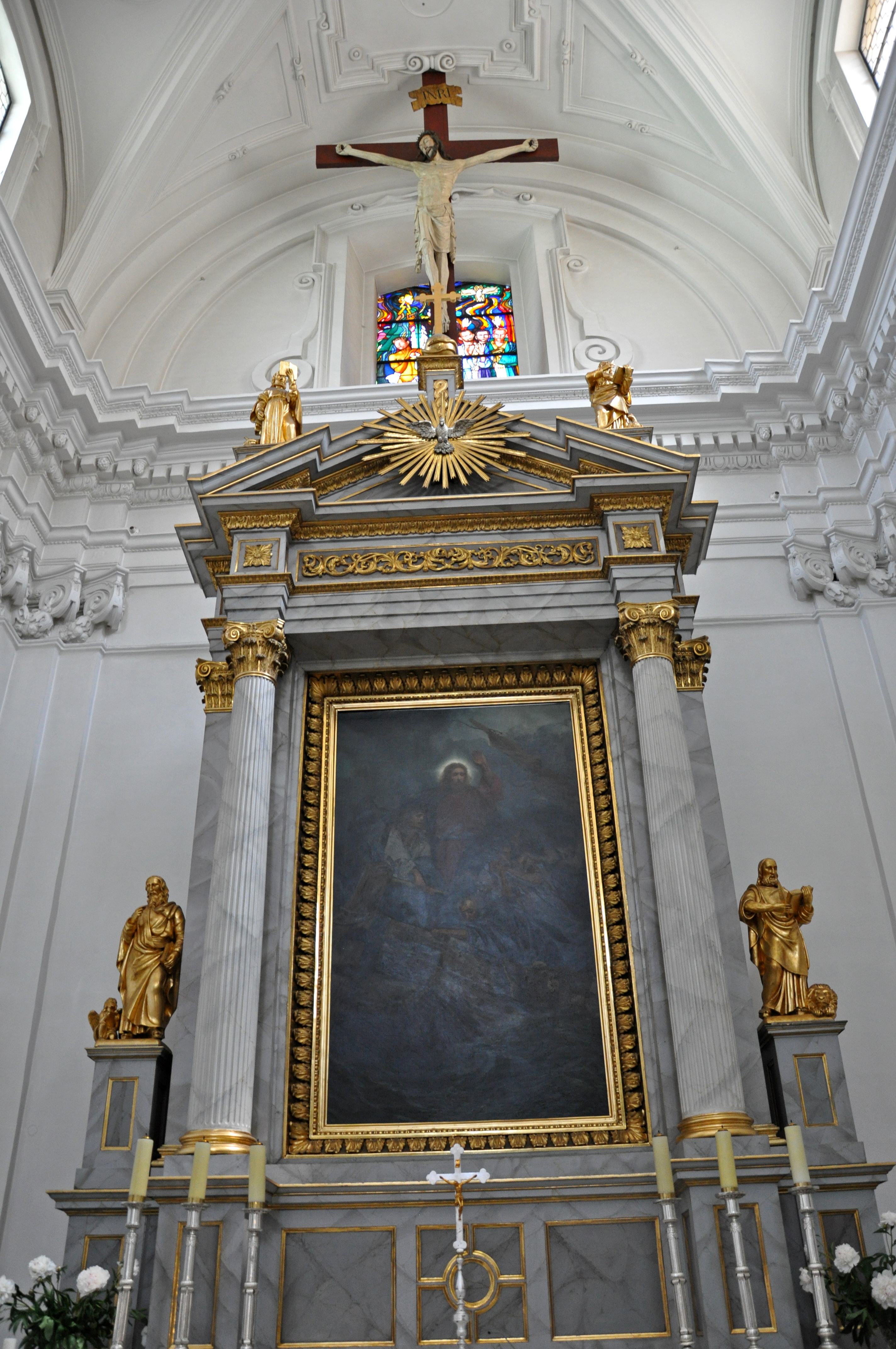
Autel principal avec un tableau de Henryk Siemiradzki
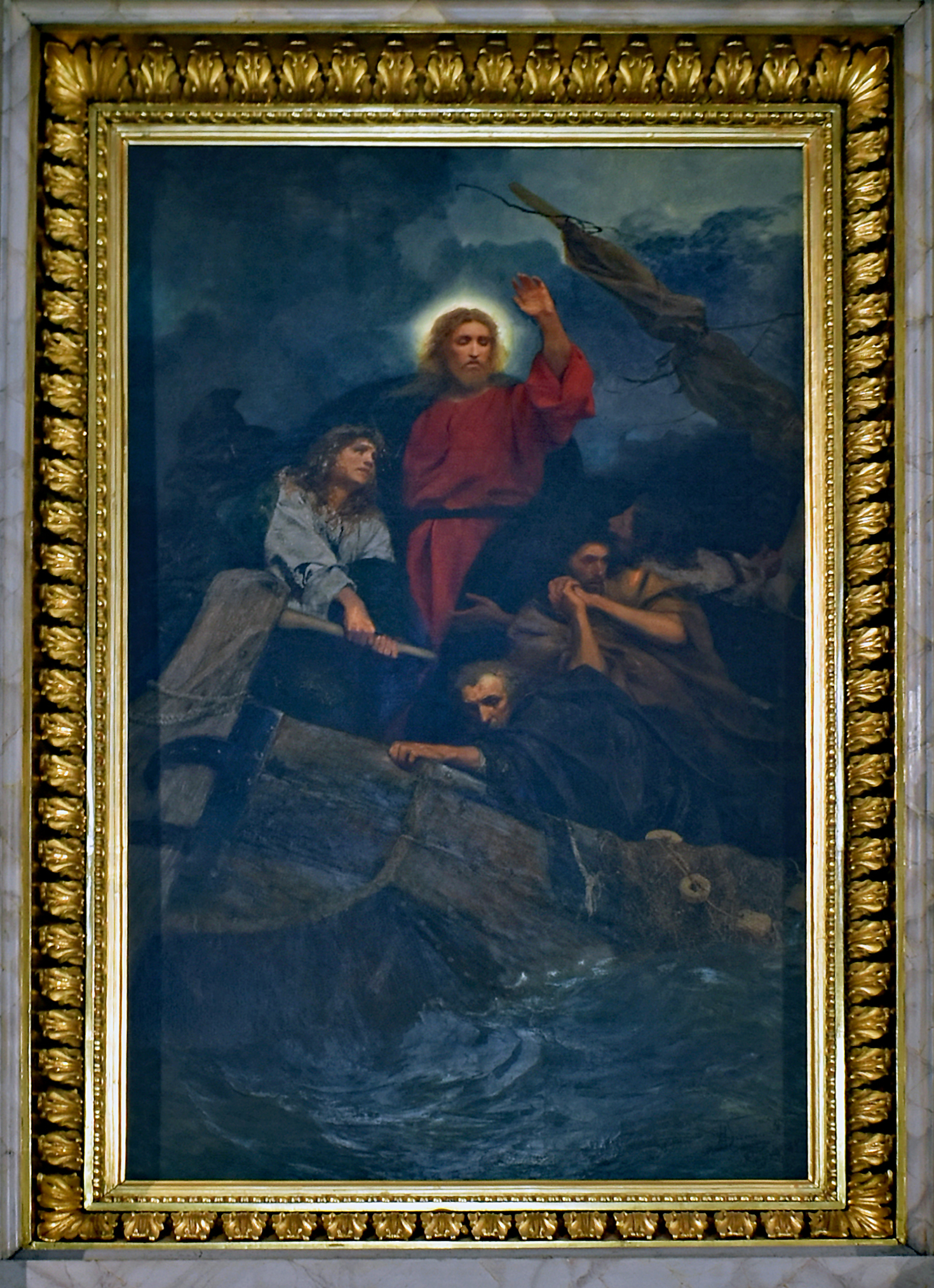
Chrystus uciszający burzę tableau de Henryk Siemiradzki, 1882
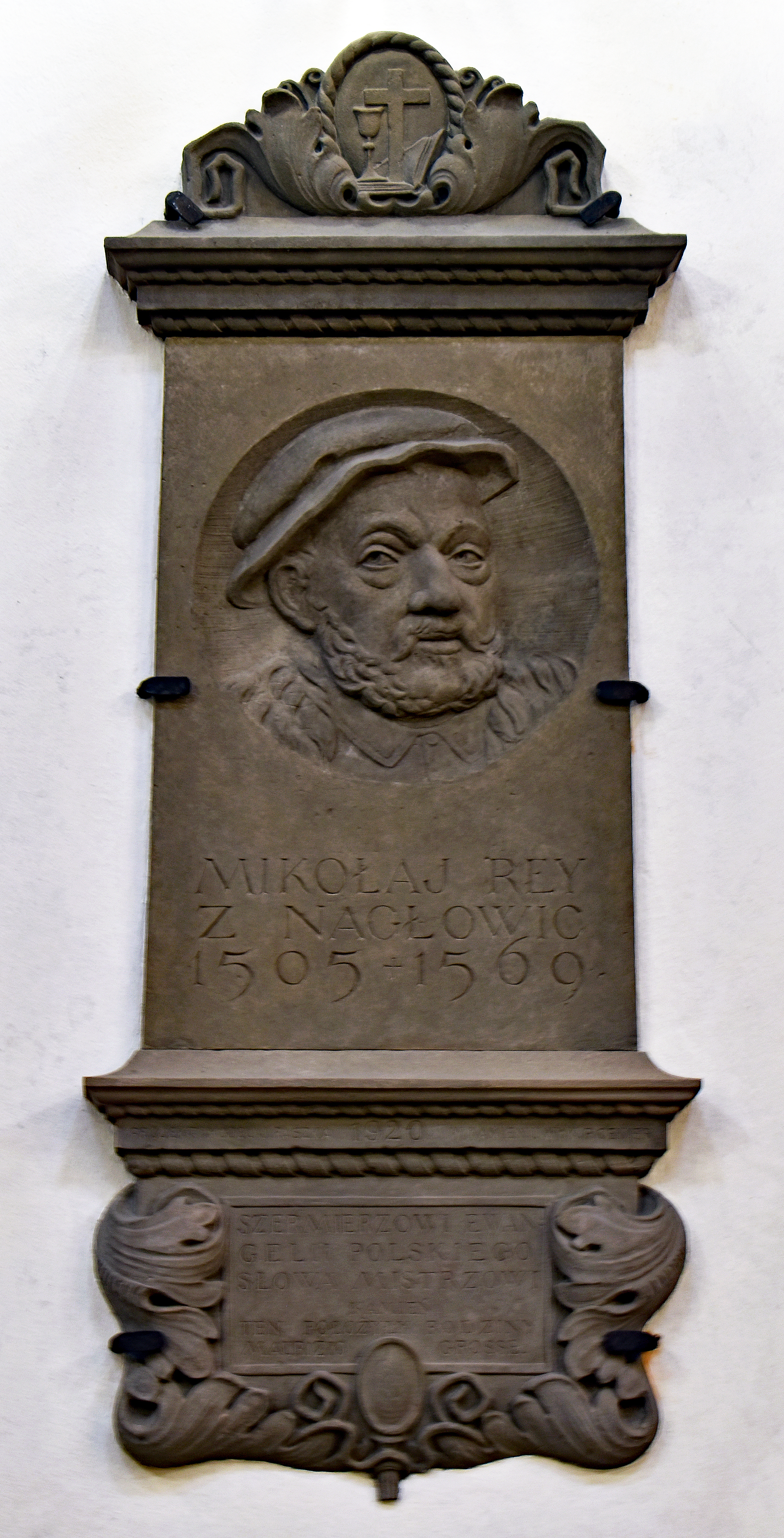
Épitaphe de Mikołaj Rej, Jan Raszka, 1921